# 2025年夏季世界大学生运动会乒乓球比赛
2025年夏季世界大學運動會乒乓球比賽，是2025年夏季世界大學運動會的其中一个比赛项目，比賽於2025年7月17日至24日間在德國埃森Messe Essen Halle進行，共產生7面金牌。

## 奖牌榜
*   主办国家/地区（德国）
| 排名                | 代表团                | 金牌 | 銀牌 | 銅牌 | 总计 |
| ------------------- | --------------------- | ---- | ---- | ---- | ---- |
| 1                   | 中国（CHN）           | 2    | 4    | 3    | 9    |
| 2                   | 日本（JPN）           | 2    | 1    | 1    | 4    |
| 3                   | 中华台北（TPE）       | 1    | 1    | 2    | 4    |
| –                   | 个人中立运动员（AIN） | 1    | 1    | 0    | 2    |
| 4                   | 中国香港（HKG）       | 1    | 0    | 3    | 4    |
| 5                   | 罗马尼亚（ROU）       | 0    | 0    | 2    | 2    |
| 6                   | 法国（FRA）           | 0    | 0    | 1    | 1    |
| 6                   | 德国（GER）*          | 0    | 0    | 1    | 1    |
| 6                   | 韩国（KOR）           | 0    | 0    | 1    | 1    |
| 总计（共8个代表团） | 总计（共8个代表团）   | 7    | 7    | 14   | 28   |

## 奖牌得主
| 項目     | 金牌                                                  | 银牌                                          | 铜牌                                                                            |
| 男子單打 | Vladimir Sidorenko · 个人中立运动员（AIN）            | Maksim Grebnev · 个人中立运动员（AIN）        | 孫正 · 中国（CHN）                                                              |
| 男子單打 | Vladimir Sidorenko · 个人中立运动员（AIN）            | Maksim Grebnev · 个人中立运动员（AIN）        | 愛德華·約內斯庫 · 罗马尼亚（ROU）                                               |
| 女子單打 | 趙尚 · 中国（CHN）                                    | 黃愉偼 · 中华台北（TPE）                      | 吳詠琳 · 中国香港（HKG）                                                        |
| 女子單打 | 趙尚 · 中国（CHN）                                    | 黃愉偼 · 中华台北（TPE）                      | 王曉彤 · 中国（CHN）                                                            |
| 男子雙打 | 中国香港（HKG） · 陳顥樺 · 姚鈞濤                     | 日本（JPN） · 岡野俊介 · 谷垣佑真             | 罗马尼亚（ROU） · Darius Movileanu · 愛德華·約內斯庫                            |
| 男子雙打 | 中国香港（HKG） · 陳顥樺 · 姚鈞濤                     | 日本（JPN） · 岡野俊介 · 谷垣佑真             | 韩国（KOR） · 趙大成 · Yun Chang-min                                            |
| 女子雙打 | 中国（CHN） · 韓菲兒 · 王曉彤                         | 中国（CHN） · 趙尚 · 楊屹韻                   | 中华台北（TPE） · 簡彤娟 · 蔡昀恩                                               |
| 女子雙打 | 中国（CHN） · 韓菲兒 · 王曉彤                         | 中国（CHN） · 趙尚 · 楊屹韻                   | 法国（FRA） · 卡米耶·卢茨 · Isa Cok                                             |
| 混合雙打 | 日本（JPN） · 岡野俊介 · 出澤杏佳                     | 中国（CHN） · 曾蓓勋 · 韩菲儿                 | 中国香港（HKG） · 陳顥樺 · 黃凱彤                                               |
| 混合雙打 | 日本（JPN） · 岡野俊介 · 出澤杏佳                     | 中国（CHN） · 曾蓓勋 · 韩菲儿                 | 中国（CHN） · 陳俊菘 · 王曉彤                                                   |
| 男子團體 | 中华台北（TPE） · 馮翊新 · 高承睿 · 黃彥誠 · 張秉丞   | 中国（CHN） · 曾蓓勛 · 孙正 · 陳俊菘 · 敖華磊 | 日本（JPN） · 岡野俊介 · 谷垣佑真 · 橫谷晟 · 德田幹太                           |
| 男子團體 | 中华台北（TPE） · 馮翊新 · 高承睿 · 黃彥誠 · 張秉丞   | 中国（CHN） · 曾蓓勛 · 孙正 · 陳俊菘 · 敖華磊 | 德国（GER） · Matthias Danzer · Kirill Fadeev · Timotius Köchling · Benno Oehme |
| 女子團體 | 日本（JPN） · 出澤杏佳 · 面田采巳 · 青井櫻 · 淺田真奈 | 中国（CHN） · 楊屹韻 · 王曉彤 · 趙尚 · 韩菲儿 | 中国香港（HKG） · 江芷林 · 吳詠琳 · 黃凱彤 · 李凱敏                             |
| 女子團體 | 日本（JPN） · 出澤杏佳 · 面田采巳 · 青井櫻 · 淺田真奈 | 中国（CHN） · 楊屹韻 · 王曉彤 · 趙尚 · 韩菲儿 | 中华台北（TPE） · 簡彤娟 · 鄭樸璿 · 黃愉偼 · 蔡昀恩                             |